# Think Twice
«Think Twice» es una canción interpretada por la cantante canadiense Céline Dion, lanzada como el tercer sencillo de su tercer álbum en inglés, The Colour of My Love (1993). En Norteamérica, se publicó en julio de 1994, mientras que en el Reino Unido, Australia y Japón se lanzó en octubre del mismo año, y en otros países europeos, en 1995. La canción fue compuesta por Andy Hill y Peter Sinfield, y producida por Christopher Neil y Aldo Nova. Este tema, con influencias del rock y un solo de guitarra, presenta a la protagonista pidiendo a su amante que «lo piense dos veces» antes de dejarla. La canción se convirtió en uno de los mayores éxitos de Dion en Europa y Australia, liderando varias listas de éxitos, entre ellas las de Bélgica Flamenca, Irlanda, Países Bajos, Noruega, Suecia y el Reino Unido. Permaneció en el primer puesto del UK Singles Chart durante siete semanas, y finalmente se convirtió en el cuarto sencillo de una artista femenina en vender más de un millón de copias en el Reino Unido.

## Antecedentes
El compositor Andy Hill era conocido por su asociación con Bucks Fizz, mientras que Peter Sinfield fue miembro de la banda de rock King Crimson. Existen dos versiones del video musical de «Think Twice»: la primera se lanzó en agosto de 1994; más tarde, debido al gran éxito en el Reino Unido, Dion grabó un video musical especial en diciembre de 1994, el cual se emitió en el programa de televisión Top of the Pops en el Reino Unido. Este video británico fue dirigido por Randee St. Nicholas. El modelo de la primera versión del video de «Think Twice» es Steve Santagati.
Las caras B de este sencillo se tomaron principalmente del álbum Dion chante Plamondon, que se lanzó en esa época a nivel mundial. Fue también la primera vez que un sencillo en inglés de Dion incluyó canciones en francés como caras B en todo el mundo. «Think Twice» se incluyó posteriormente en las ediciones europeas y australianas del álbum de grandes éxitos All the Way... A Decade of Song (1999) y en la edición europea de My Love: Essential Collection (2008). La canción sigue siendo un elemento clave en los conciertos de Dion en los países donde fue un éxito rotundo. Dion interpretó «Think Twice» en los World Music Awards de 1995. Además, «Think Twice» recibió un Premio Ivor Novello a la «Mejor Canción Musical y Liricamente» en 1995.

## Recepción de la crítica
Thom Duffy de Billboard clasificó «Think Twice» como la octava mejor canción de 1995, afirmando que era «más genuina que las de muchas otras divas del pop». Stephen Thomas Erlewine, editor senior de AllMusic, mencionó en su reseña del álbum que había «una producción cuidadosa y una composición profesional, destacando «When I Fall in Love», «The Power of Love» y «Think Twice». Brad Webber, del Chicago Tribune, ofreció una crítica mixta, describiendo la voz de Dion como «fuertemente resonante y multifacética». Además, añadió: «En The Colour of My Love, hay que buscar a fondo para encontrar esas cualidades, pasando por las raíces torcidas de una imitación de Janet Jackson («Misled» y «Think Twice»). Con su intento de interpretar soul, se puede categorizar a Dion como superficial, algo así como una versión femenina de Michael Bolton». Tom Ewing de Freaky Trigger opinó que Dion, «con un filo agudo y penetrante en su voz, elige sus palabras con cuidado mientras avanza con delicadeza a través de la canción».
Dave Sholin de The Gavin Report escribió: «A estas alturas, no hay razón para no asumir que la habilidad vocal notable de Dion podría convertir "Whomp! There It Is" en una obra maestra emocional. Sin embargo, sus talentos se aprovechan mucho mejor en esta cautivadora balada sobre una pareja al borde de romper su relación». Dennis Hunt del LA Times comparó a Dion con cantantes como Mariah Carey y Whitney Houston, señalando «ese final grandioso y extendido en las notas» de la canción. La revista paneuropea Music & Media opinó que Dion «interpreta [la canción] como una versión femenina de Aaron Neville». Alan Jones de Music Week la calificó como «una balada poderosa y lenta, demasiado intensa y sobrecargada vocalmente». John Kilgo de The Network Forty la describió como «otra balada clásica». Christopher Smith de TalkAboutPopMusic la describió como «una canción de amor aparentemente tierna que luego explota en una balada poderosa».

## Posicionamiento en listas
| Listas (1994–1995)                     | Mejor posición |
| -------------------------------------- | -------------- |
| Australia (ARIA)                       | 2              |
| Bélgica (Flandes) (Ultratop 50)        | 1              |
| Bélgica (Valonia) (Ultratop 50)        | 10             |
| Canadá (RPM Top Singles)               | 13             |
| Alemania (Offizielle Deutsche Charts)  | 19             |
| Irlanda (IRMA)                         | 1              |
| Países Bajos (Dutch Top 40)            | 1              |
| Países Bajos (Mega Single Top 100)     | 1              |
| Nueva Zelanda (Recorded Music NZ)      | 20             |
| Noruega (VG-lista)                     | 1              |
| Escocia (Scottish Singles Sales Chart) | 1              |
| Suecia (Sverigetopplistan)             | 1              |
| Suiza (Schweizer Hitparade)            | 6              |
| Reino Unido (UK Singles Chart)         | 1              |
| Estados Unidos (Billboard Hot 100)     | 95             |
| Estados Unidos (Adult Contemporary)    | 21             |